# Bűn és büntetlenség (2010)
A Bűn és büntetlenség Novák Tamás és Skrabski Fruzsina 2010-es dokumentumfilmje Biszku Béláról, az 1956-os forradalom utáni véres és kegyetlen megtorlások egyik irányítójáról.
Biszku 1957 és 1961 között volt belügyminiszter; az MSZMP KB zárt ülésein többször felszólalt annak érdekében, hogy a bíróságok súlyosabb ítéleteket hozzanak, valamint több fizikai megsemmisítést követelt. Szavait tettek követték: amelyik bíró nem engedelmeskedett, azt leváltották. A forradalom tizenhárom napjáért kivégeztek közel 300 embert, bíróság elé állítottak húszezret, miközben kétszázezren elmenekültek az országból. A film készítő szerint sokkal kegyetlenebb volt a megtorlás, mint 1848–1949-ért, mint 1919 után vagy a II. világháborút követően összesen. 
Biszku Béla 1989-től visszavonultan élt és soha senkinek sem nyilatkozott korábbi tetteiről. A film alkotóinak sikerült őt megszólaltatni, megkérdezni tőle, hogy bánja-e, és bocsánatot kér-e a történtekért.